# فخ عميق المستوى
تعتبر المصائد العميقة أو عيوب المستوى العميق نوعًا غير مرغوب فيه بشكل عام من العيوب الإلكترونية في أشباه الموصلات. إنها «عميقة» بمعنى أن الطاقة اللازمة لإزالة إلكترون أو ثقب من المصيدة إلى نطاق التكافؤ أو نطاق التوصيل أكبر بكثير من الطاقة الحرارية المميزة kT ، حيث k هي ثابت بولتزمان و T هي درجة الحرارة. تتداخل المصائد العميقة مع أنواع أكثر فائدة من المنشطات من خلال تعويض نوع حامل الشحنة السائد ، مما يؤدي إلى إبادة الإلكترونات الحرة أو ثقوب الإلكترون اعتمادًا على أيهما أكثر انتشارًا. كما أنها تتداخل بشكل مباشر مع تشغيل الترانزستورات والصمامات الثنائية الباعثة للضوء وغيرها من الأجهزة الإلكترونية والبصرية الإلكترونية ، من خلال تقديم حالة وسيطة داخل فجوة النطاق. تعمل المصائد العميقة على تقصير فترة الحياة غير الإشعاعية لحاملات الشحن ، وتسهل - من خلال عملية شوكلي-ريد-هال Shockley-Read-Hall (SRH) إعادة تركيب ناقلات الأقلية ، مما يؤدي إلى آثار سلبية على أداء جهاز أشباه الموصلات. وبالتالي ، لا يتم تقدير المصائد العميقة في العديد من الأجهزة الإلكترونية الضوئية لأنها قد تؤدي إلى ضعف الكفاءة وتأخير كبير بشكل معقول في الاستجابة.
تشمل العناصر الكيميائية الشائعة التي تنتج عيوبًا عميقة المستوى في السيليكون والحديد والنيكل والنحاس والذهب والفضة. بشكل عام، تنتج المعادن الانتقالية هذا التأثير، بينما لا تنتج المعادن الخفيفة مثل الألومنيوم.
يمكن أن تلعب الحالات السطحية والعيوب البلورية في الشبكة البلورية دورًا في مصائد المستوى العميق.